# Thomas Francis Markham
Thomas Francis Markham (* 22. März 1891 in Lowell, Massachusetts; † 9. Juli 1952) war ein US-amerikanischer römisch-katholischer Geistlicher und Weihbischof in Boston.

## Leben
Thomas Francis Markham empfing am 2. Juni 1917 das Sakrament der Priesterweihe.
Am 18. Juli 1950 ernannte ihn Papst Pius XII. zum Titularbischof von Acalissus und bestellte ihn zum Weihbischof in Boston. Der Erzbischof von Boston, Richard Cushing, spendete ihm am 14. September desselben Jahres die Bischofsweihe; Mitkonsekratoren waren der Erzbischof von Washington, Patrick Aloysius O’Boyle, und der Bischof von Reno, Thomas Kiely Gorman.